# Хортман, Мелисса
Мелисса Энн Хортман (англ. Melissa Anne Hortman, урождённая Халупцок, англ. Haluptzok; 27 мая 1970, Фридли, Миннесота — 14 июня 2025, Бруклин-Парк, Миннесота) — американский политик, член Демократическо-фермерско-трудовой партии Миннесоты (DFL). С 2005 года представляла северные пригороды Миннеаполиса в Палате представителей штата Миннесота. С 2019 по 2025 год занимала пост спикера Палаты представителей Миннесоты.

## Биография
Родилась во Фридли, Миннесота. Окончила Бостонский университет, затем юридический факультет Университета Миннесоты и школу управления им. Кеннеди Гарвардского университета.

## Политическая карьера
С 2004 года — член Палаты представителей Миннесоты. Возглавляла демократическое большинство, продвигала законы в области экологии, энергетики, образования и защиты прав.

## Убийство
14 июня 2025 года Мелисса Хортман и её муж были застрелены в своём доме в Бруклин-Парке. В тот же день был ранен сенатор Миннесоты Джон Хоффман. Полиция подозревает, что нападения были целенаправленными актами политического насилия.

### Арест убийцы
Подозреваемый был идентифицирован как 57-летний мужчина. Им оказался Вэнс Лютер Болтер, который, выдавая себя за полицейского, проник в дома жертв. В его автомобиле обнаружены манифест, список из 70 целей, включая губернатора Тима Уолза, сенаторов Эми Клобушар и Тину Смит, конгрессвумен Илхан Омар и генпрокурора Кита Эллисона. Болтер был арестован после 43-часовой облавы — крупнейшей в истории штата. Он обвиняется в двух убийствах и двух покушениях на убийство. Болтер придерживался крайне правых христианских националистических взглядов и был связан с движением «Новая апостольская реформация» (NAR).

## Память
Политики штата и федерального уровня выразили соболезнования. Сенатор Эми Клобушар назвала её «лидером с видением и мужеством».